# Chatham (Nueva York)
Chatham es un pueblo ubicado en el condado de Columbia en el estado estadounidense de Nueva York. En el año 2000 tenía una población de 4.249 habitantes y una densidad poblacional de 30.8 personas por km².

## Demografía
Según la Oficina del Censo en 2000 los ingresos medios por hogar en la localidad eran de $49,234, y los ingresos medios por familia eran $60,097. Los hombres tenían unos ingresos medios de $40,067 frente a los $26,452 para las mujeres. La renta per cápita para la localidad era de $28,599. Alrededor del 6.6% de la población estaban por debajo del umbral de pobreza.